# Boituva
Boituva, amtlich portugiesisch Município de Boituva, ist eine brasilianische Mittelstadt im Bundesstaat São Paulo.

## Geschichte
Das Gebiet der Gemeinde Boituva war vor der Neuzeit vom inzwischen ausgestorbenen indigenen Stamm Guaianaz, auch guaianases oder guaianã, bewohnt.
Der Name Boituva wird im 18. Jahrhundert das erste Mal verwendet. In der alten Tupí-Sprache bedeutet er „Ort der vielen Schlangen“.

## Bevölkerung
Die Gemeinde hatte nach der Volkszählung 2010 48.314 Einwohner, die  Boituvenser genannt werden. Sie steht nach Bevölkerungszahl an 128. Stelle der Städte in São Paulo. Die Einwohnerzahl wurde nach der Schätzung des IBGE vom 1. Juli 2018 auf 59.793 Bewohner anwachsend berechnet. Die Fläche beträgt rund 249 km²; die Bevölkerungsdichte liegt bei 194,1 Personen pro km². Von den Einwohnern (2010) verteilten sich 45.457 auf den urbanen Kern und 2.866 auf die ländliche Zone.

## Infrastruktur und Wirtschaft
Die Stadt liegt an den Staatsstraßen SP-129 und SP-280. Seit 1882 durchquert eine Bahnstrecke das Stadtgebiet in Nord-Süd-Richtung.
Im Norden von Boituva betreibt die Grupo Petrópolis eine große Brauerei. Auch die Wuppertaler Firma Schmersal und der Klebstoffhersteller Henkel haben hier Standorte.

## Kultur und Sehenswürdigkeiten

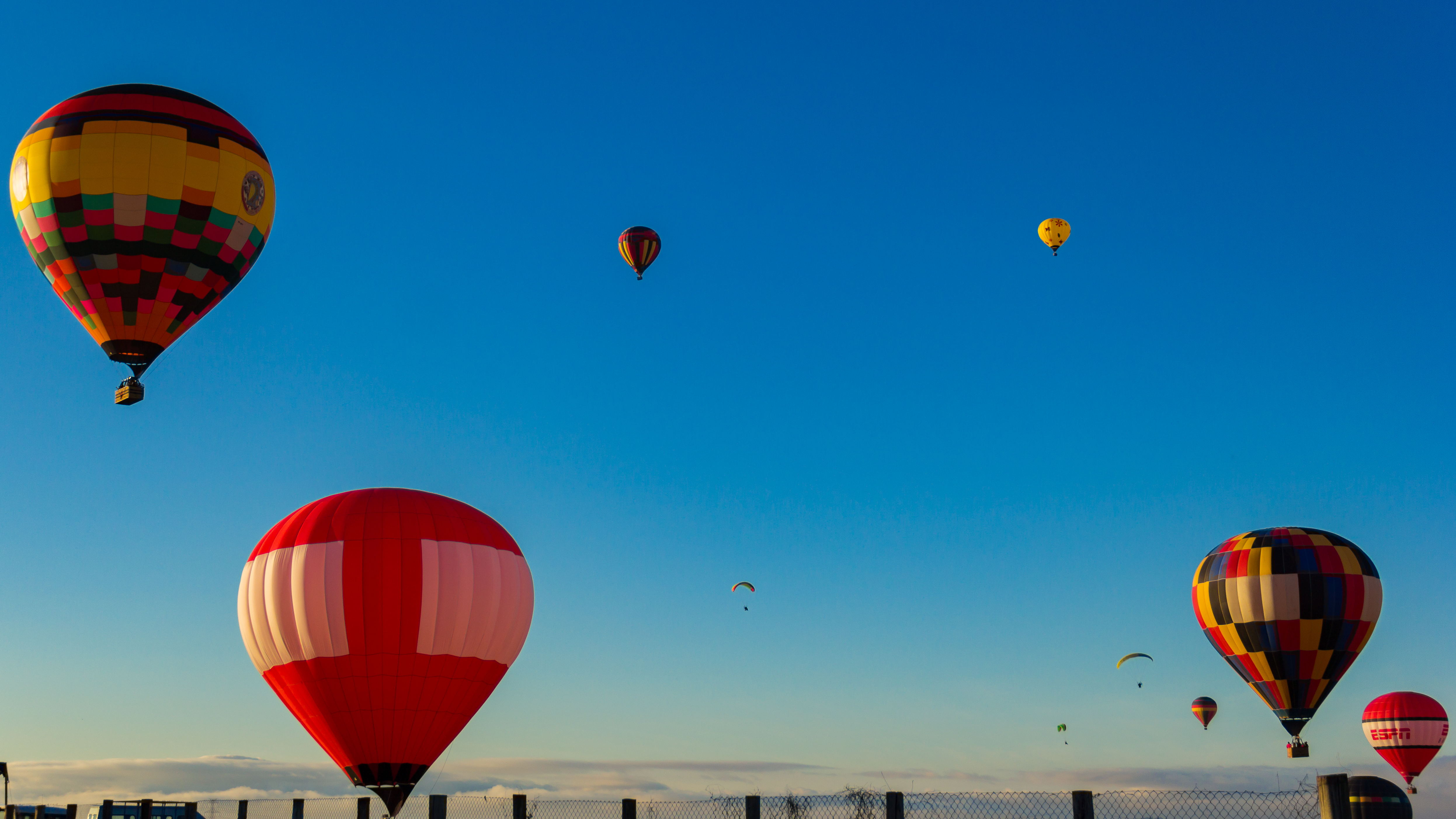
Luftsport in Boituva

Boituva gilt als die brasilianische Hauptstadt des Fallschirmsports.

## Persönlichkeiten
- Airton Tirabassi (* 1990), Fußballspieler